# Christian Friedrich Müller
Christian Friedrich Müller, född 29 december 1752 i Rheinsberg, Markgrevskapet Brandenburg, död 21 december 1827, var en svensk violinist.
Müller anställdes i Hovkapellet 1780 och var konsertmästare där 1787–1817. Han var medlem i Par Bricole och Utile Dulci och invaldes som ledamot 104 av Kungliga Musikaliska Akademien den 22 februari 1788.
Christian Friedrich Müller var gift med Caroline Müller.

## Verk
- 6 Violinsonater (Tryckta Berlin-Amsterdam 1784)
- 3 Violinsonater, Op.3 (Tryckta i Stockholm 1793)